# Stazione di Verona Ca' di David
Il posto di movimento Verona Ca' di David era un posto di movimento situato al chilometro 106+768 della ferrovia Bologna-Verona verso sud di Verona.

## Storia
È stata chiusa al servizio viaggiatori, successivamente trasformata in posto di movimento, ed infine definitivamente soppressa.

## Strutture e impianti
La stazione era composta da un fabbricato viaggiatori, un magazzino merci e due binari.